# 罗福沟乡
罗福沟乡，是中华人民共和国辽宁省朝阳市建平县下辖的一个乡镇级行政单位。

## 行政区划
罗福沟乡下辖以下地区：
罗福沟村、三道窝铺村、柴杖子村、下窝铺村、双庙村、于家杖子村和汤土沟村。